# Ramon Zomer
Ramon Zomer est un ancien joueur de football néerlandais, né le 13 avril 1983 à Daarlerveen.

## Biographie
Avec les espoirs néerlandais, il participe au championnat d'Europe espoirs en 2006. Lors de cette compétition, il joue cinq matchs. Les Néerlandais remportent la compétition en battant l'équipe de France après prolongation en demi-finale, puis l'équipe d'Ukraine en finale (3-0).
Ramon Zomer joue en faveur de quatre clubs : le FC Twente, le NEC Nimègue, le SC Heerenveen et l'Heracles Almelo.
Il dispute plus de 300 matchs en première division néerlandaise. Il inscrit cinq buts en championnat lors de la saison 2005-2006, ce qui constitue sa meilleure performance. Il participe également aux compétitions européennes, disputant 16 matchs en Coupe de l'UEFA / Ligue Europa. 
Il prend sa retraite début novembre 2016.

## Palmarès
Pays-Bas espoirs
- Euro espoirs
  - Vainqueur (1) : 2006